# Cumming (Iowa)
Pour les articles homonymes, voir Cumming.
Cumming est une ville, du comté de Warren en Iowa, aux États-Unis. Elle est  incorporée le 21 octobre 1924.

## Source de la traduction
- (en) Cet article est partiellement ou en totalité issu de l’article de Wikipédia en anglais intitulé « Cumming, Iowa » (voir la liste des auteurs).